# Dennis Straatman
Dennis Straatman (25 februari 1987) is een Nederlands voetballer.
Straatman heeft een lichte motorische handicap door zuurstoftekort bij zijn geboorte. Dit uit zich vooral in minder spierkracht in zijn linkerkuit. De handicap is niet direct zichtbaar.
Straatman werd in 2007 gescout door Jong GA Eagles-trainer Marcel Geestman, die zich een oproep herinnerde van Tom Langen, bondscoach van het Nederlands voetbalteam voor de Paralympics. Straatman speelt tegenwoordig in de reguliere Nederlandse competitie in het eerste van Schalkhaar.
Straatman debuteerde in het voorjaar van 2008 voor het Nederlandse CP-voetbalteam. Datzelfde jaar kwam hij uit op de Paralympische Zomerspelen in Peking.
Straatman kwalificeerde zich in juli 2011 met het CP-team tijdens het WK CP-voetbal in Hoogeveen voor de Paralympische Zomerspelen 2012 in Londen.
In het dagelijks leven werkt hij in de sportmarketing.